# Moudjeria
Moudjeria este o comună din Regiunea Tagant, Mauritania, cu o populație de 40.974 de locuitori.